# Gisèle Schmidt
Pour les articles homonymes, voir Schmidt.
Gisèle Schmidt est une actrice canadienne (née Marie Éva Lucille Gisèle Schmidt le 30 août 1921 à Montréal (Québec) et morte le 30 janvier 2005 dans Charlevoix, au Québec. Elle est la fille d'Honoré Schmidt, serre-frein, et de Lucille Picard.

## Filmographie

### Cinéma
- 1956 : Tu enfanteras dans la joie
- 1983 : Bonheur d'occasion : Grand-mère
- 1985 : La Dame en couleurs : Madame Grégoire
- 1986 : Bioéthique: une question de choix - À force de mourir
- 1988 : Des amis pour la vie : rôle inconnu
- 1990 : Ding et Dong, le film : Spectatrice
- 1991 : Nénette : rôle inconnu

### Télévision
- 1954 - 1957 : 14, rue de Galais (série télévisée) : Margot Bédard
- 1959 - 1962 : Ouragan (série télévisée) : rôle inconnu
- 1959 - 1963 : Joie de vivre (série télévisée) : Marguerite Favreau
- 1959 - 1963 : Le Grand Duc (série télévisée) : rôle inconnu
- 1963 - 1965 : Rue de l'anse (série télévisée) : Ange-Aimée Joli
- 1964 - 1965 : Monsieur Lecoq (série télévisée) : Tante Médée
- 1965 - 1967 : Le Bonheur des autres (série télévisée) : Berthe Parizeau
- 1968 - 1972 : Le Paradis terrestre (série télévisée) : Irène Damphousse
- 1969 : Florence (série télévisée) : rôle inconnu
- 1974 - 1976 : La Petite Patrie (série télévisée) : Gertrude Germain
- 1980 - 1981 : Au jour le jour (série télévisée) : Lucille Brassard
- 1985 - 1987 : Paul, Marie et les Enfants : Lucienne
- 1990 - 1991 : Les Filles de Caleb : Religieuse
- 1990 - 1992 : D'amour et d'amitié : Sœur Rose de Lima
- 1992 - 1994 : Montréal P.Q. (série télévisée) : Bérangère Blondeau

## Théâtre
- 1966 : Hier, les enfants dansaient de Gratien Gélinas